# Luke on the Bright Side
Luke on the Bright Side es una historia corta de ciencia ficción publicada dentro de la antología Stories of Jedi and Sith. Es reconocida por ser la primera historia oficial aprobada por Lucasfilm en presentar a Luke Skywalker como un hombre bisexual.
La historia fue escrita por la autora Sam Maggs, publicándose como parte de la antología el 7 de junio de 2022 en Estados Unidos, con una portada obra de Jake Bartok.

## Recepción
La publicación de esta historia llevó a Wookieepedia, la mayor wiki de Star Wars a nivel mundial, a incluir a Luke dentro de su categoría de personajes LGBT. Si bien algunos seguidores de la franquicia negaron completamente la posibilidad de que Luke fuese bisexual, alegando que este contrajo matrimonio con Mara Jade Skywalker dentro del Universo Expandido, que no pertenece al canon establecido por Disney, otros muchos seguidores alegaron que el sentimiento romántico entre Luke y el sargento Reyé Hollis era evidente.

"Sabes, tuve una corazonada, cuando encontré esa mosca del glaciar..."

"Una corazonada." 
"Sí, una corazonada. Deberías intentar tener una alguna vez." 

"Bueno, estoy sintiendo el aire. Pon tu mano aquí. [agarra y guía la mano de Luke] Podemos turnarnos para cavar." ―Luke Skywalker y Reyé Hollis

Mike Celestino de Laughing Place mencionó a Luke on the Bright Side como una de las dos únicas historias de la antología con las que no conectó, junto a la escrita por Tessa Gratton, pero manteniéndose al margen de la polémica respecto a la sexualidad de los personajes.